# Quintettes à cordes avec deux altos de Boccherini

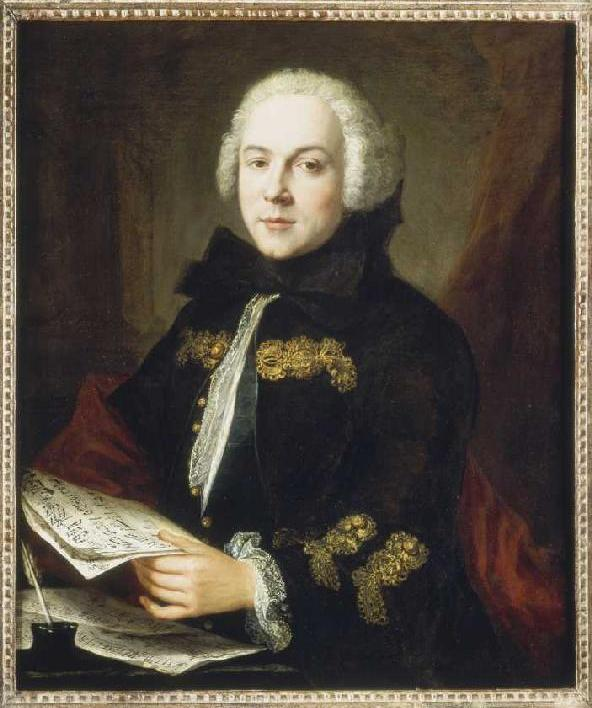
Portrait de Luigi Boccherini, 1764-68. Huile sur toile de Jean-Étienne Liotard. Collection privée, Budenheim, Allemagne.

Les quintettes à cordes avec deux altos de Luigi Boccherini sont au nombre de 11. Réunis sous les numéros d'opus 60 et 62 dans le catalogue du compositeur, ils sont composés en 1801 et 1802 et dédiés à Lucien Bonaparte.

## Quintettes à cordes par numéros d'opus

### Opus 60 (1801)
- Quintette à cordes Op. 60 no 1 en do majeur (G.391)

1. Allegro vivace
2. Largo cantabile
3. Allegro giusto
4. répétition du second mouvement
5. Allegro con moto

- Quintette à cordes Op. 60 no 2 en si bémol majeur (G.392)

1. Andantino con moto
2. Minuetto. Allegro-Trio
3. Introduzione al Final- Grave-Allegro assai

- Quintette à cordes Op. 60 no 3 en la majeur (G.393)

1. Larghetto
2. Allegro gajo
3. Tempo di Minuetto-Trio
4. Allegretto

- Quintette à cordes Op.60 no 5 en sol majeur(G.395)

1. Allegro con moto
2. Minuetto. Allegro risoluto-Trio
3. Andantino
4. Allegro giusto

- Quintette à cordes Op. 60 no 6 en fa majeur(G.396)

1. Allegro moderato
2. Minuetto-Trio
3. Grave
4. Allegro giusto

### Opus 62 (1802)
- Quintette à cordes Op. 62 no 1 en do majeur (G.397)

1. Allegro maestoso
2. Minuetto.Allegro risoluto-Trio
3. Larghetto con moto
4. Allegro vivo

- Quintette à cordes Op. 62 no 2 en mi bémol majeur (G.398)

1. Andante con un poco di moto
2. Allegro giusto
3. Minuetto.Allegro-Trio
4. Finale.Allegro assai

- Quintette à cordes Op. 62 no 3 en fa majeur (G.399)

1. Andantino amoroso
2. Allegro assai
3. Tempo di Minuetto
4. répétition partielle du second mouvement

- Quintette à cordes Op. 62 no 4 en si bémol majeur (G.400)

1. Allegro
2. Larghetto e con semplicita
3. Tempo di Minuetto-Trio
4. Prestissimo

- Quintette à cordes Op.62 no 5 en ré majeur (G.401)

1. Allegro molto
2. Adagio cantabile
3. Allegro assai

- Quintette à cordes Op. 62 no 6 en mi majeur (G.402)

1. Allegro vivo assai
2. Larghetto amoroso
3. Grave
4. Presto

## Discographie
- Quintettes avec deux altos (G.391, G.397, G.395), Ensemble 415, Arles, 1993, Harmonia Mundi 901402